# U-618
Unterseeboot 618 foi um submarino alemão do Tipo VIIC, pertencente a Kriegsmarine que atuou durante a Segunda Guerra Mundial.

## Comandantes
| Comandante         | Data                                       |
| ------------------ | ------------------------------------------ |
| Kptlt. Kurt Baberg | 16 de abril de 1942 - 15 de abril de 1944  |
| Oblt. Erich Faust  | 16 de abril de 1944 - 14 de agosto de 1944 |

## Subordinação
Durante o seu tempo de serviço, esteve subordinado às seguintes flotilhas:
| Período                                      | Flotilha                                  |
| -------------------------------------------- | ----------------------------------------- |
| 16 de abril de 1942 - 31 de agosto de 1942   | 5. Unterseebootsflottille (treinamento)   |
| 1 de setembro de 1942 - 14 de agosto de 1944 | 7. Unterseebootsflottille (serviço ativo) |

## Operações conjuntas de ataque
O U-618 participou das seguinte operações de ataque combinado durante a sua carreira:
- Rudeltaktik Pfeil (12 de setembro de 1942 - 22 de setembro de 1942)
- Rudeltaktik Blitz (22 de setembro de 1942 - 26 de setembro de 1942)
- Rudeltaktik Tiger (26 de setembro de 1942 - 30 de setembro de 1942)
- Rudeltaktik Wotan (5 de outubro de 1942 - 19 de outubro de 1942)
- Rudeltaktik Neuland (4 de março de 1943 - 6 de março de 1943)
- Rudeltaktik Ostmark (6 de março de 1943 - 11 de março de 1943)
- Rudeltaktik Stürmer (11 de março de 1943 - 20 de março de 1943)
- Rudeltaktik Seewolf (21 de março de 1943 - 30 de março de 1943)
- Rudeltaktik Adler (11 de abril de 1943 - 13 de abril de 1943)
- Rudeltaktik Meise (13 de abril de 1943 - 20 de abril de 1943)
- Rudeltaktik Specht (21 de abril de 1943 - 25 de abril de 1943)
- Rudeltaktik Schill 3 (18 de novembro de 1943 - 22 de novembro de 1943)
- Rudeltaktik Weddigen (22 de novembro de 1943 - 7 de dezembro de 1943)
- Rudeltaktik Coronel (7 de dezembro de 1943 - 8 de dezembro de 1943)
- Rudeltaktik Coronel 2 (8 de dezembro de 1943 - 14 de dezembro de 1943)
- Rudeltaktik Coronel 3 (14 de dezembro de 1943 - 17 de dezembro de 1943)
- Rudeltaktik Borkum (18 de dezembro de 1943 - 26 de dezembro de 1943)
- Rudeltaktik Hela (28 de dezembro de 1943 - 1 de janeiro de 1944)